# Peter Grönvall
Hans Gösta Peter Grönvall, född 20 augusti 1963 i Spånga församling, Stockholms stad, är en svensk låtskrivare, musiker och musikproducent. Han är son till Benny Andersson och Christina Grönvall, och han är gift med Nanne Grönvall med vilken han har sönerna Charlie och Felix. 
Grönvall var den drivande kraften i banden Peter's Pop Squad (som bildades 1989 och som bara gav ut två singlar), Sound of Music och One More Time.

## Melodifestivalen
Peter Grönvall har medverkat i Melodifestivalen som artist och/eller kompositör med följande bidrag:
- 1986: "Eldorado", Sound of Music (fjärde plats)
- 1987: "Alexandra", Sound of Music (fjärde plats)
- 1992: "Vad som än händer", Maria Rådsten (tredje plats)
- 1992: "Ingenting går ändå som man vill", Thérèse Löf (utan placering)
- 1995: "Det vackraste", Cecilia Vennersten (andra plats)
- 1996: "Den vilda", One More Time (första plats, tredje plats i Eurovision Song Contest)
- 1998: "Avundsjuk", Nanne Grönvall (fjärde plats)
- 2003: "Evig kärlek", Nanne Grönvall (utan placering)
- 2007: "Jag måste kyssa dig", Nanne Grönvall (andra chansen)